# Rubén Galván
Rubén Galván (født 7. april 1952 i Comandante Fontana, Argentina, død 14. marts 2018) var en argentinsk fodboldspiller (midtbane).
Han spillede hovedsageligt hos Independiente i hjemlandet, og havde desuden et kortvarigt ophold hos Estudiantes. Med Independiente var han med til at vinde to argentinske mesterskaber, én Intercontinental Cup og hele fire udgaver af Copa Libertadores.
Galván var desuden en del af den argentinske trup der vandt guld ved VM i 1978 på hjemmebane. Han var dog ikke på banen under turneringen. Han nåede at spille tre landskampe.

## Titler
Primera División Argentina
- 1977 (Nacional) og 1978 (Nacional) med Independiente

Copa Libertadores
- 1972, 1973, 1974 og 1975 med Independiente

Intercontinental Cup
- 1973 med Independiente

VM
- 1978 med Argentina